# Дорожня поліція Флориди
Дорожня поліція Флориди (англ. Florida Highway Patrol) — правоохоронний орган американського штату Флорида, обов'язком якого є забезпечення безпеки на автотрасах та дорогах штату. Підпорядковується Департаменту дорожньої безпеки та транспортних засобів Флориди.

## Історія
Дорожня поліція Флориди була заснована в 1939 році губернатором штату Фредом Коуном як підрозділ Департаменту громадської безпеки Флориди. Першим директором було призначено Ніла Кіркмана. В 1940 році після першого випуску академії в дорожній поліції працювало 59 офіцерів. За перший рік роботи вони провели на службі 154 829 годин, розслідували 1 000 автомобільних аварій та заарештували 4 836 водіїв. У 2013-му дорожня поліція провела розслідування 213 024 автомобільних аварій.
У 1940 було 3 дивізії: Північна, Центральна та Південна. Тоді ще не було офісів дивізій, тому офіцери мали щодня надсилати свої звіти поштою в Таллахассі. Також у них не було рації, тому вони іноді зупинялися, щоб передати повідомлення телефоном. У 1941 в службі працювало вже 190 офіцерів, а також нарешті з'явились офіси дивізій: Північної в Лейк-Сіті, Центрального в Бартоу, Південного в Форт-Лодердейл. У 1948 Дорожня поліція Флориди здобула нагороду Національної ради безпеки.
У 1952 році замість попередніх трьох дивізій були утворені групи A, B, C, D, E та Головна група.
У 2001 році газета «St. Petersburg Times» розкритикувала Дорожню поліцію Флориди у статті «The Lost Patrol» («Загублений патруль»), в якій розповідалось про недоукомплектованість та погане начальство. Ця стаття спонукала до істотних змін у дорожній поліції.
У 2011 році Офіс управління транспортними засобами перейшов з Департаменту транспорту в підпорядкування Дорожньої поліції Флориди.
За час існування дорожньої поліції 42 офіцери загинули, виконуючи свої обов'язки: 19 були застрелені, 17 загинули в автомобільних аваріях, 5 — в авіаційних аваріях і один від вибуху.

## Обов'язки

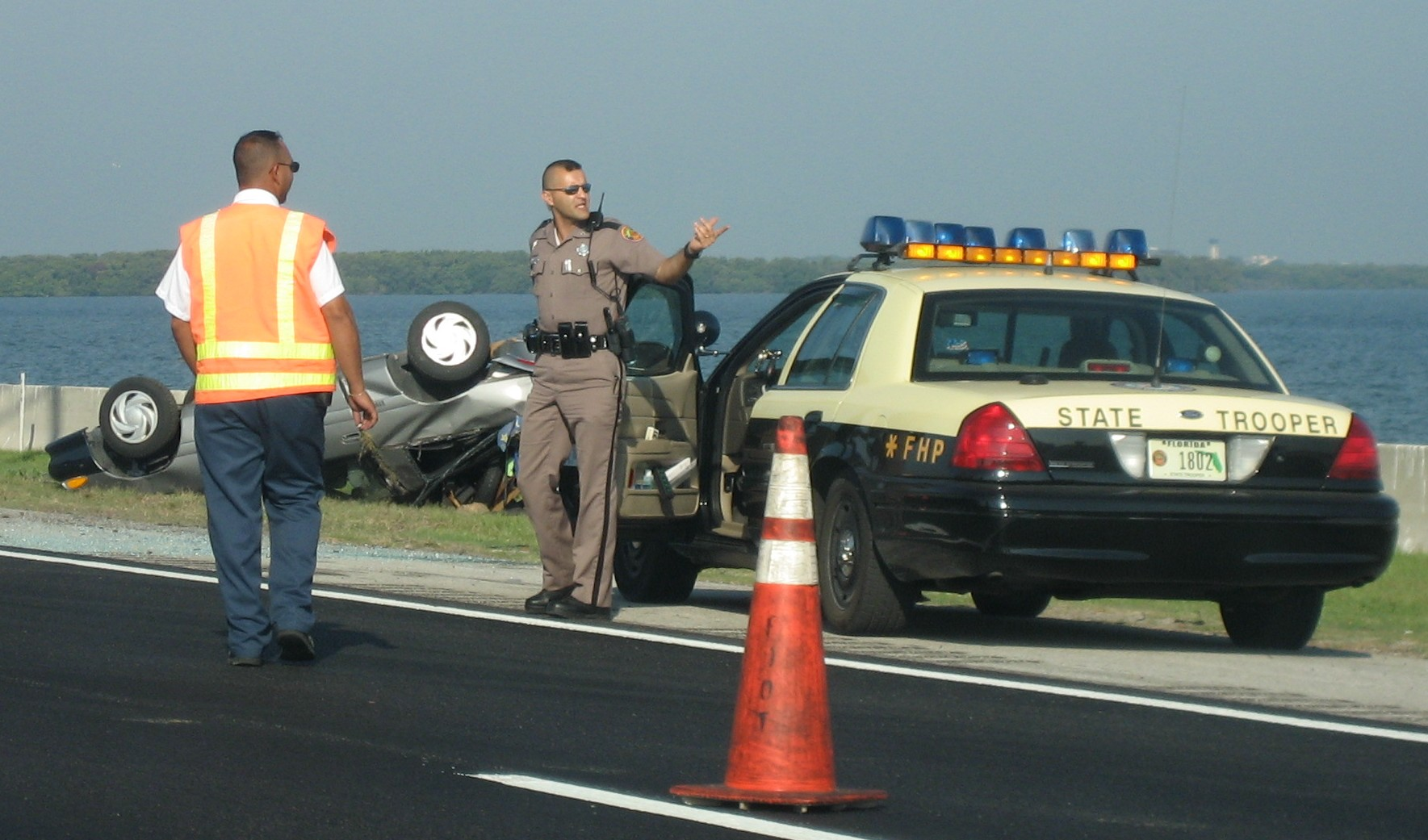
Офіцер Дорожньої поліції Флориди на місці аварії

Дорожня поліція Флориди стежить за дотриманням законів про транспортні засоби та про комерційний транспорт і зобов'язана розслідувати всі автомобільні аварії, які трапляються на міжштатних автодорогах та на всіх дорогах невключених територій.
На практиці обов'язки дорожньої поліції в невключених територіях залежать від місцевих шерифів. У деяких округах департаменти шерифа розслідують лише деякі автомобільні аварії, а в деяких — більшість аварій.
Також поліції допомагають приблизно 500 добровольців. Вони озброєні й носять уніформу, схожу на ту, яку носять офіцери. Добровольці можуть здійснювати арешти, якщо перебувають під наглядом або на зв'язку з офіцером. Вони не отримують жодної плати за допомогу офіцерам.

## Структура
Дорожня поліція Флориди поділяється на шість бюро:
- Бюро місцевих операцій Північ та Захід (групи A, B, C, F та H)
- Бюро місцевих операцій Південь та Схід (групи D, E, G, K та L)
- Бюро спеціальних операцій
- Бюро підтримки правоохоронної діяльності
- Бюро управління транспортними засобами
- Бюро розслідувань

Групи поділені на 30 місцевих офісів.

## Спеціальні підрозділи
- Підрозділ розслідування смертельних випадків на дорогах створили в 1967 році через необхідність розслідувати всі смерті у Флориді, пов'язані з дорожнім рухом. Там служать 168 слідчих, які розділені на 23 команди по всьому штату. Кожного року підрозділ розслідує до двох тисяч смертельних випадків на дорогах.
- Підрозділ боротьби з наркотиками складається з 20 команд, кожна складається з двох слідчих та одного кінолога з собакою. Їхнім завданням є перехоплення наркотрафіку на автодорогах штату.
- Авіаційний підрозділ допомагає побачити правопорушення з повітря. Перевагою є те, що за короткий проміжок часу можна зафіксувати багато порушень. За годину з повітря фіксується в середньому 18 порушень.
- Цивільні офіцери, які розслідують незначні аварії без ознак кримінального злочину, не озброєні та не можуть арештовувати. Вони носять білі сорочки з нашивками Дорожньої поліції Флориди та чорні штани.
- Підрозділ швидкого реагування забезпечує необхідну допомогу територіям штату, які постраждали від урагану чи іншої природної катастрофи. Складається з восьми команд, у кожній по 25 офіцерів.
- 5 спеціальних тактичних команд (спецназ) спеціально підготовлені для боротьби із заворушеннями, проведення обшуків, виконання арештів та інших завдань.

## Звання
| Звання                                            | Знак |
| ------------------------------------------------- | ---- |
| Полковник                                         |      |
| Підполковник                                      |      |
| Шеф                                               |      |
| Майор                                             |      |
| Капітан                                           |      |
| Лейтенант                                         |      |
| Сержант                                           |      |
| Капрал/Слідчий зі смертельних випадків на дорогах |      |
| Офіцер/Допоміжний офіцер                          |      |
| Рекрут                                            |      |